# Paris-Tours 2007
Paris-Tours 2007 bliver arrangeret den 14. oktober 2007, og er den 101. udgaven af løbet. Starten finder sted i Saint-Arnoult-en-Yvelines udenfor Paris og mål er i Tours på en 252 km rute.

## Paris-Tours, 252 km
14-10-2007
|    | Rytter              | Hold              | Tid     | ProTour- point |
| -- | ------------------- | ----------------- | ------- | -------------- |
| 1  | Alessandro Petacchi | Milram            | 5:32.37 | 40             |
| 2  | Francesco Chicchi   | Liquigas          | s.t     | 30             |
| 3  | Oscar Freire        | Rabobank          | s.t     | 25             |
| 4  | Steven De Jongh     | Quick Step        | s.t     | 20             |
| 5  | Allan Davis         | Discovery Channel | s.t     | 15             |
| 6  | Robbie McEwen       | Predictor-Lotto   | s.t     | 11             |
| 7  | Alexandre Usov      | ag2r              | s.t     | 7              |
| 8  | Thor Hushovd        | Crédit Agricole   | s.t     | 5              |
| 9  | Aurélien Clerc      | Bouygues Telecom  | s.t     | 3              |
| 10 | Romain Feillu       | Agritubel         | s.t     | -              |